# Ares Ludovisi

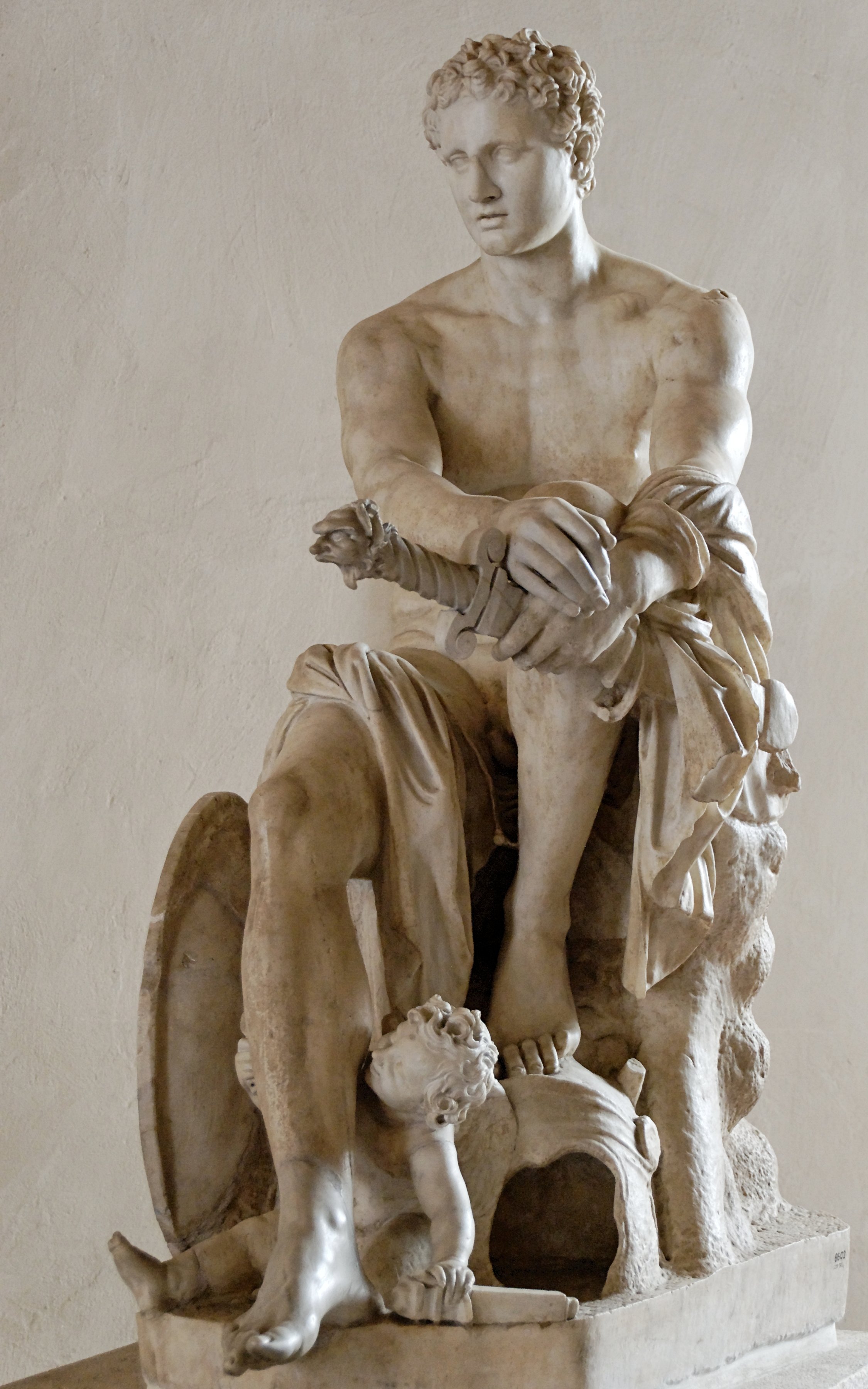
Ares Ludovisi

Der sogenannte Ares Ludovisi ist ein aus Marmor gefertigtes Standbild, das im 2. Jahrhundert n. Chr. als römische Kopie einer inzwischen verlorenen Statue entstand. Das zugrundeliegende Original wird meist in die Zeit des beginnenden Hellenismus im letzten Drittel des 4. Jahrhunderts v. Chr. datiert und mit dem Umfeld der spätklassischen griechischen Bildhauer Skopas oder Lysipp in Verbindung gebracht.

## Beschreibung
Die Statue zeigt einen jungen Gott oder Helden, auf einem Felsen sitzend, der seinen linken Fuß auf seinem Helm abgestellt hat und zu seiner Rechten seinen Schild an sich gelehnt hat. Die linke Hand hält das in der Scheide steckende Schwert. Ein zusammengerafftes Gewand ist um die Hüfte geschlungen, fällt mit dem einen Ende über den rechten Oberschenkel, lässt aber das Geschlecht unbedeckt, und ist mit dem anderen Ende über den linken Unterarm geschlagen. Zwischen den Füßen sitzt ein zum Gott emporblickender kleiner Eros, der eine Verbindung zu Aphrodite andeutet, wie sie zwischen der Göttin und dem Kriegsgott Ares bestand. Bossen und Stützstrebenansätze auf der linken Seite, unter anderem auf der Schulter, sowie eine weniger detailreich ausgeführte Kopfpartie der linken Seite zeigen, dass die Statue ursprünglich Teil einer Gruppe war, der als weitere Statue Aphrodite beigegeben gewesen sein könnte. Alternativ wurde an einen zweiten Eros gedacht, der dem Dargestellten um die linke Schulter spielte.

## Fundgeschichte
Die Statue wurde vor 1622 oder zu Beginn des Jahres in Rom aufgefunden. Den Fundort gab Pietro Santi Bartoli mit den Worten „nahe dem Palazzo Santacroce, Richtung Campitelli, beim Anlegen eines Abwasserkanals“ an. Bartoli war kein Zeitgenosse der Auffindung und ungeklärt ist, welchen Palazzo der Santacroce er meinte. Der Hauptpalast lag an der Piazza Cairoli, weit entfernt von der Regio X Campitelli. Filippo Coarelli wollte ihn daher mit dem älteren, in den Quellen der Zeit a punte di diamante genannten Palast der Familie weiter östlich in der Via del Pianto identifizieren. Fausto Zevi schlug hingegen vor, die Angabe bezeichne die der Via dei Giubbonari zugewandte Seite des Palazzo an der Piazza Cairoli, denn die Straße wäre die Verbindung per andare a Campitelli gewesen. Beide verbinden den Fund mit dem auf dem südlichen Teil des Marsfeldes von Decimus Iunius Brutus Callaicus errichteten Marstempel, den sie jedoch unterschiedlich lokalisieren, wobei der Fundort der Statue eine entscheidende Rolle spielt. Heide Froning wies demgegenüber darauf hin, dass zum Beispiel Fioravante Martinelli (1599–1667), ein Zeitgenosse Bartolis, in seinem  zwischen 1660 und 1663 geschriebenem Roma ornata dall’architettura, pittura e scoltura einen Palazzo der Santacroce a piedi di Campidoglio erwähnt, der mithin am Rande des Campitelli lag und gut mit dem von Bartoli genannten Palast gemeint sein könnte. Eine Beziehung zu Marsfeld und Marstempel in circo wäre in dem Fall nicht mehr gegeben. Dieser mehrfach in den Quellen genannte Palazzo lag unterhalb der Treppe der Kirche Santa Maria in Aracoeli. Er wird immer als „am Fuße des Kapitols“, „unterhalb der Kirche Aracoeli“ oder deren Treppe, „unterhalb des Kapitols“ oder ähnlich bezeichnet. Eine Verbindung dieses Palazzo mit der Spezifierung per andare a Campitelli wurde daher zuletzt wieder ausgeschlossen. Nach einer eingehenden Analyse zur Überlieferung der Santacroce-Palazzi und deren topographische Einbindung in das Stadtbild Roms im 17. Jahrhundert kam zuletzt Simonetta Bombardi auf den Ansatz Zevis zurück, den Palazzo Bartolis mit dem Hauptsitz der Familie an der Piazza Cairoli zu identifizieren.

## Sammlungsgeschichte

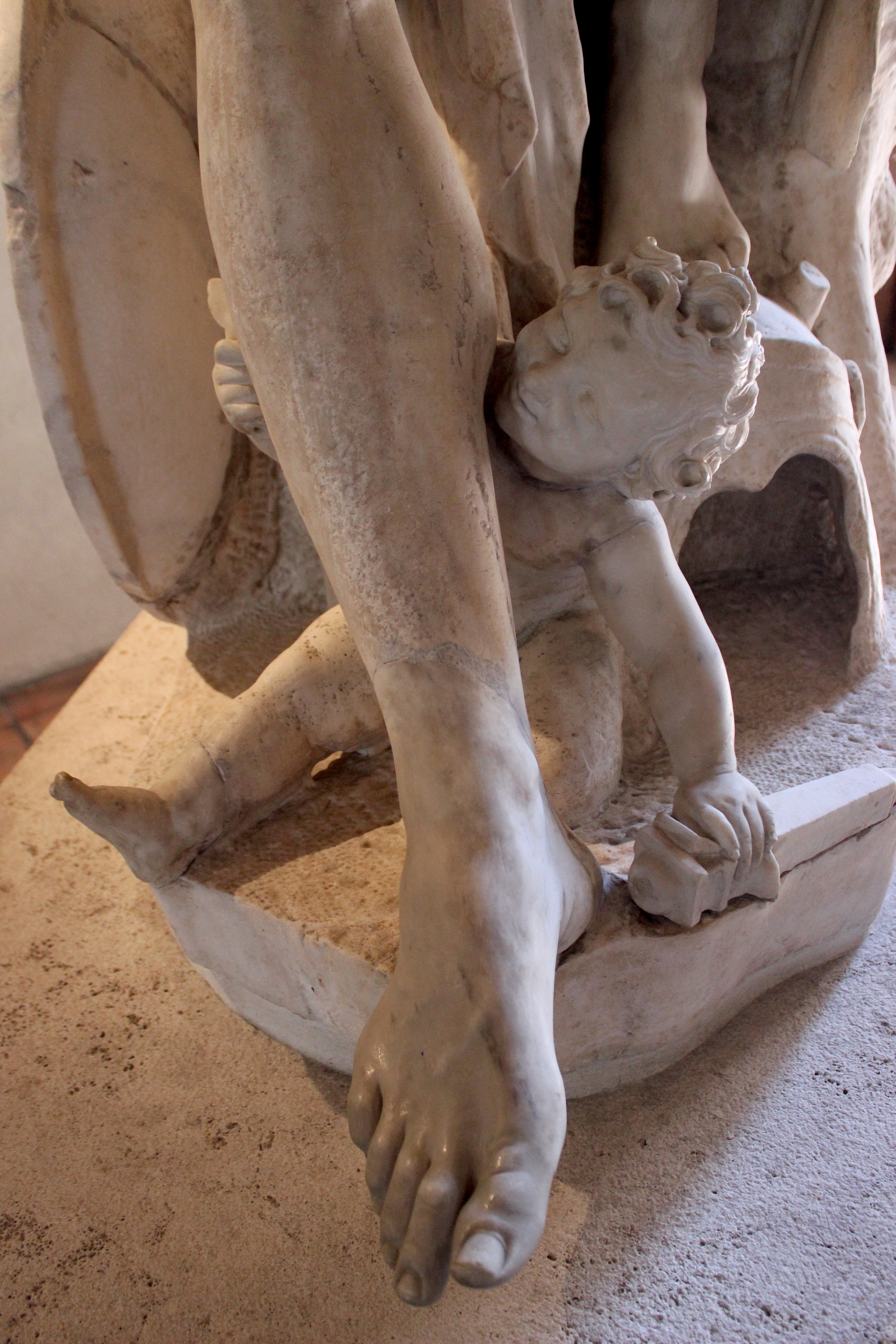
Eros mit den Ergänzungen Berninis

Die Statue kam in die Sammlung des Kardinals Ludovico Ludovisi, wo sie zunächst als Statue des Adonis galt. Bereits am 20. Juni 1622 erhielt Gian Lorenzo Bernini 50 Scudi für die Restaurierung des Adonis. Die einzige Statue im Besitz des Kardinals, die mit einer Beschreibung im noch übersichtlichen ersten Inventar des Kardinals übereinstimmt und nur den Ares meinen kann, ist „ein sitzender Gladiator aus Marmor mit einem Säbel in der Hand und ein Cupido dabei mit einem Bogen in der Hand, 8 Palmi hoch ...“ Im Inventar von 1633 wurde die Statue dann als Mars beschrieben.
Bei der die originale Oberfläche angreifenden Reinigung und Restaurierung wurden folgende Partien ergänzt: Nase bis auf den rechten Nasenflügel, rechte Hand bis auf die dem Knie aufliegenden Teile, Fingerspitzen und Daumen der linken Hand, Schwertgriff und Teile der Scheide, rechter Fuß ab der Ferse, der Kopf des Eros, dessen linker Arm mit dem Köcher, der rechte Unterarm mit dem Bogen, rechter Fuß.
Ab 1633 wurde die restaurierte Statue im Palazzo Grande der Ludovisi ausgestellt, zwischen 1885 und 1890 in den Palazzo der Familie an der Via Veneto verbracht. Die Sammlung Ludovisi und mit ihr der Ares Ludovisi wurden 1901 vom italienischen Staat erworben und im Museo Nazionale Romano ausgestellt. Seit 1997 befindet sie sich im zum Museo Nazionale gehörenden Palazzo Altemps.

## Datierung und Deutung

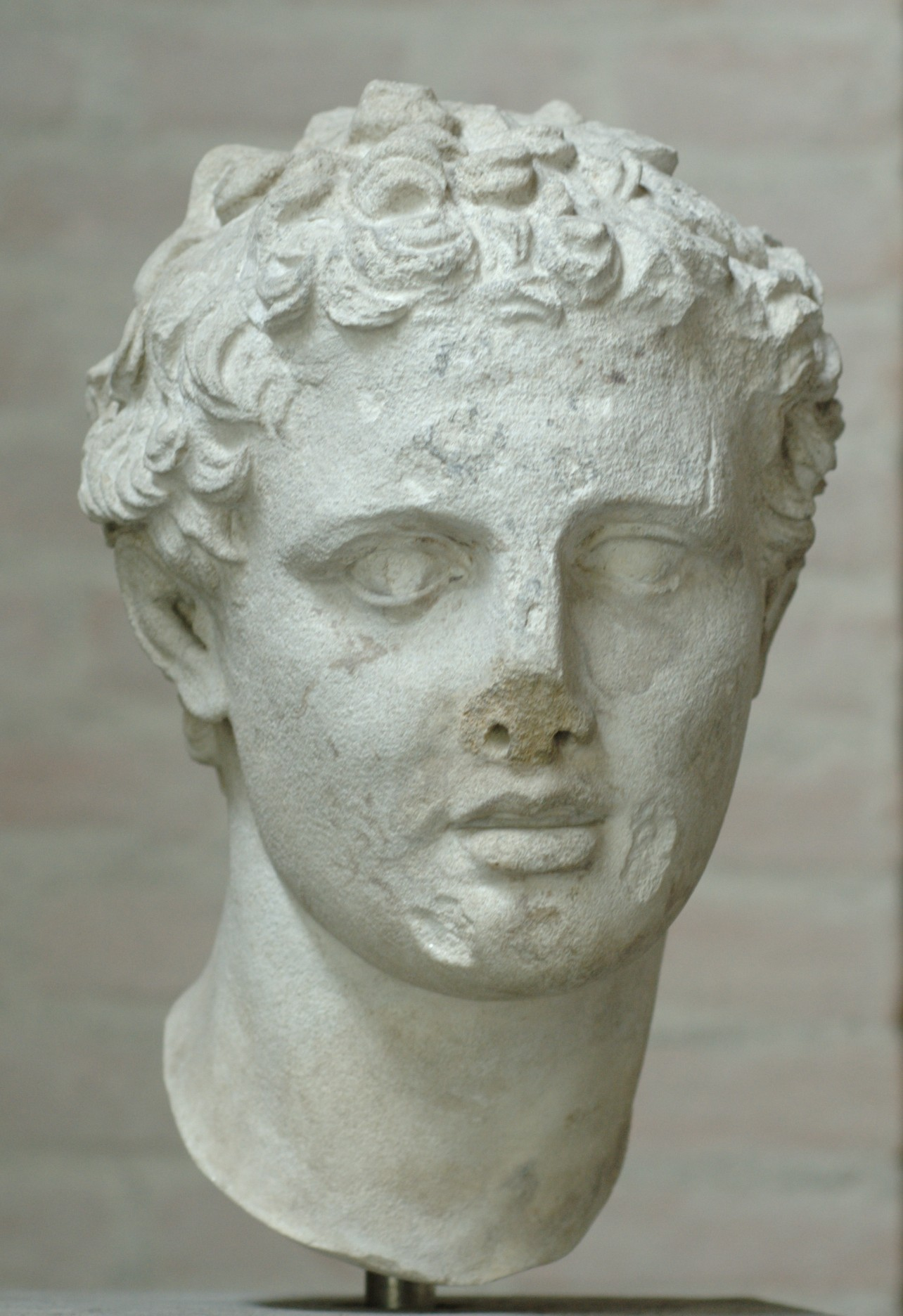
Kopfreplik des Ares in der Münchener Glyptothek

Von dem Statuentyp, der dem sitzenden und ein Knie umfassenden Ares aus dem Fries des Parthenon verwandt ist, gibt es nur eine weitere Körperreplik im Archäologischen Nationalmuseum Neapel, während der Kopf häufig kopiert und teils auch mit anderen Statuentypen verbunden wurde. Hinsichtlich der Kopienqualität wird dem Torso in Neapel der Vorzug gegeben, als beste Kopfreplik gilt der Areskopf in der Münchener Glyptothek. Der Torso in Neapel weist keinerlei Spuren einer weiteren Figur auf, die daher Zutat des Kopisten sein kann. Zudem dient in Neapel ein Pfeiler als Sitzfläche; ein Schild fehlt, könnte aber angestückt gewesen sein.
Die Datierung des Originals schwankt im Allgemeinen zwischen 330 v. Chr. und dem beginnenden 3. Jahrhundert v. Chr. Je nach Datierung wird der Statuentyp in der Regel mit den Schulen des Lysipp, des Skopas oder dem Umfeld des Praxiteles in Verbindung gebracht. Abweichend hiervon, bei dennoch spätklassisch-frühhellenistischer Datierung und Deutung der Statue als Ares schlug Camillo Praschniker eine Zuweisung an den Bildhauer Piston vor, von dem Plinius berichtet, er habe einen Mars und einen Hermes geschaffen, die im Concordiatempel in Rom zu sehen seien. Johannes Sieveking verband die Statue mit dem für Euphranor überlieferten Paris. In den gleichen mythologischen Zusammenhang stellte Steven Lattimore die Statue, für die er eine Deutung als Achilleus vorschlug und mit einem von Plinius überlieferten Standbild aus der Hand des gegen Ende des 4. Jahrhunderts v. Chr. wirkenden Bildhauers Silanion verband, was als Möglichkeit in Betracht zu ziehen bleibt.
Gänzlich andere Ansätze verfolgten Joseph Fink und Filippo Coarelli. Coarelli verbindet die Statue mit dem auf dem südlichen Teil des Marsfeldes von Decimus Iunius Brutus Callaicus errichteten Marstempel und erkennt in dem Original ein Bildnis des jüngeren Skopas aus dem 2. Jahrhundert v. Chr., der die Statuen des Tempels geschaffen hatte. Da dem Ares Ludovisi die von Plinius für das Kultbild des Skopas überlieferte Kolossalität fehlt, wurde dies ausgeschlossen. Gleichwohl wird die Statue auch als Mars angesprochen und schon Adolf Furtwängler sah in ihr eine verkleinerte Nachbildung der Kultstatue des Mars in circo, die er jedoch dem älteren Skopas zuschrieb. Joseph Fink hatte bereits 1964 die Meinung vertreten, das Werk sei eine eklektische Schöpfung des frühen 1. Jahrhunderts v. Chr. Er sah in dem Statuentyp die Kombination aus einem späthellenistischen Kopf mit Elementen des 5. und des 4. Jahrhunderts v. Chr. und einem spätklassischen Torso aus dem Umfeld des Lysipp.

## Rezeption
Nach dem römischen Vorbild wurden vor allem im Barock zahlreiche Kopien geschaffen. Eine von Lambert-Sigisbert Adam zwischen 1726 und 1730 in Rom gearbeitete Marmor-Kopie befindet sich im Schloss Sanssouci in Potsdam. Adam hatte sie im Jahr 1730 signiert und im gleichen Jahr als Dank für die finanzielle Unterstützung seines Romaufenthaltes dem französischen König Ludwig XV. nach Paris gesandt. Dieser machte sie mit weiteren Werken Adams sowie dem Merkur und der Venus aus der Hand Jean-Baptiste Pigalles – zwei Hauptwerken der französischen Kunst dieser Zeit – dem preußischen König Friedrich dem Großen zum Geschenk, der sie im Vestibül von Sanssouci aufstellen ließ. Eine zwischen 1860 und 1920 in Florenz entstandene Kopie des Ares aus Bronze, die sich bis 1945 in der Kunstsammlung Hermann Görings auf Carinhall befand, steht seit 1964 vor der Zitadelle Spandau.

## Galerie

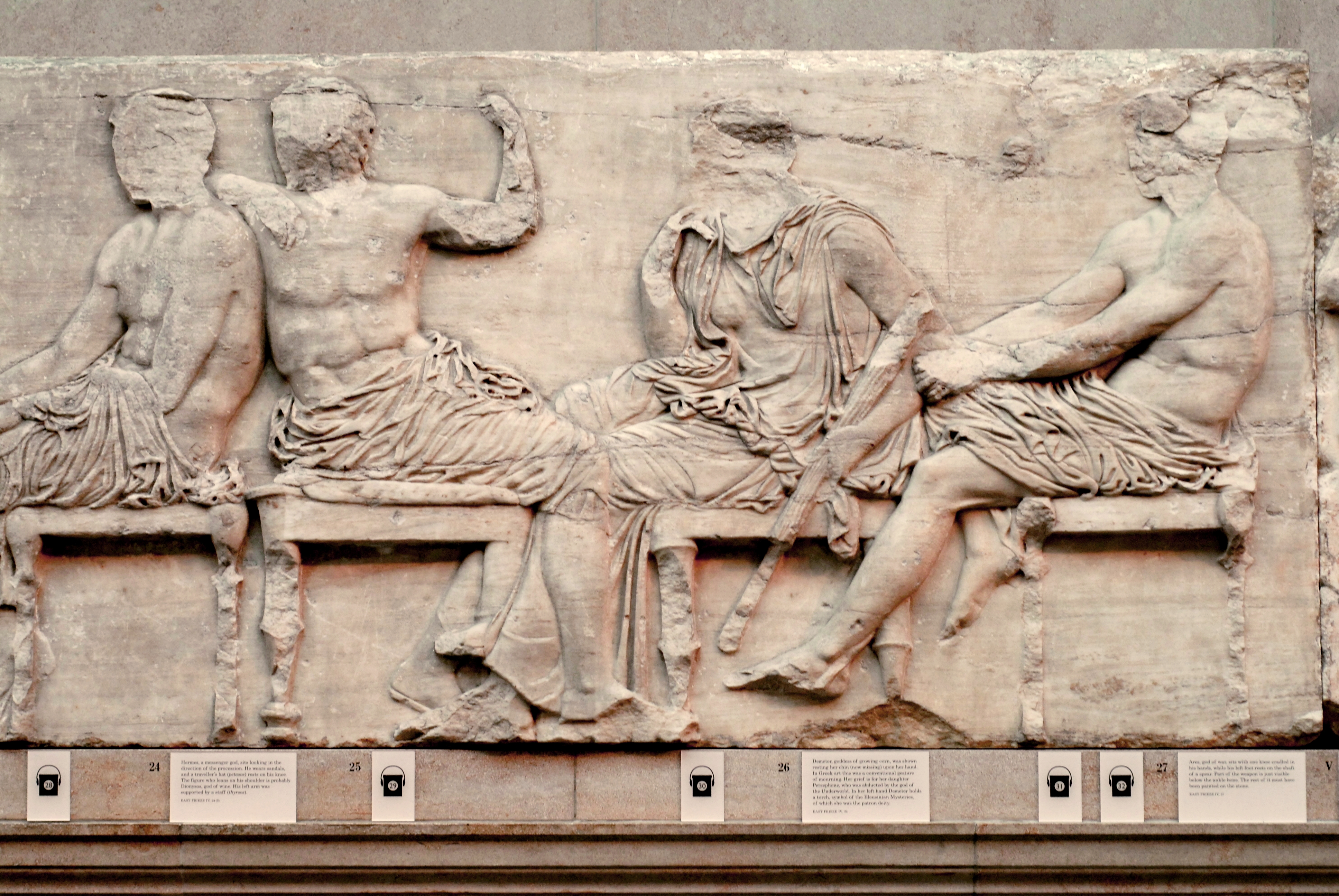
Ares (rechts) auf dem Ostfries des Parthenon
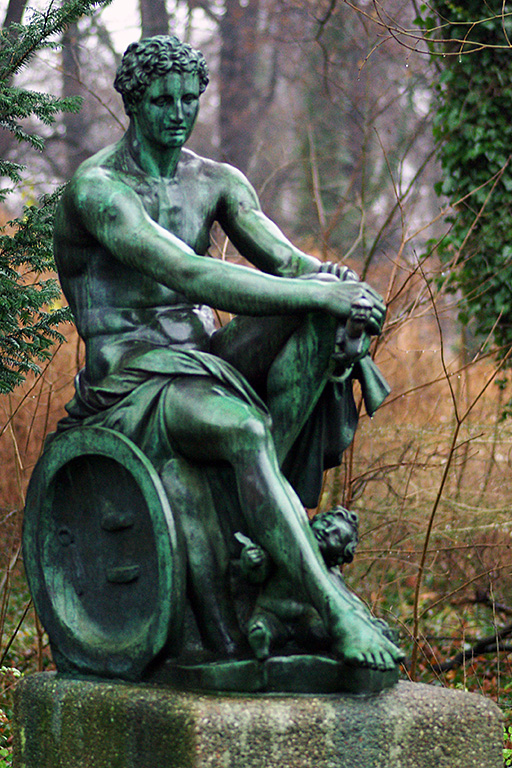
„Ares Ludovisi“ vor der Zitadelle Spandau (Berlin)
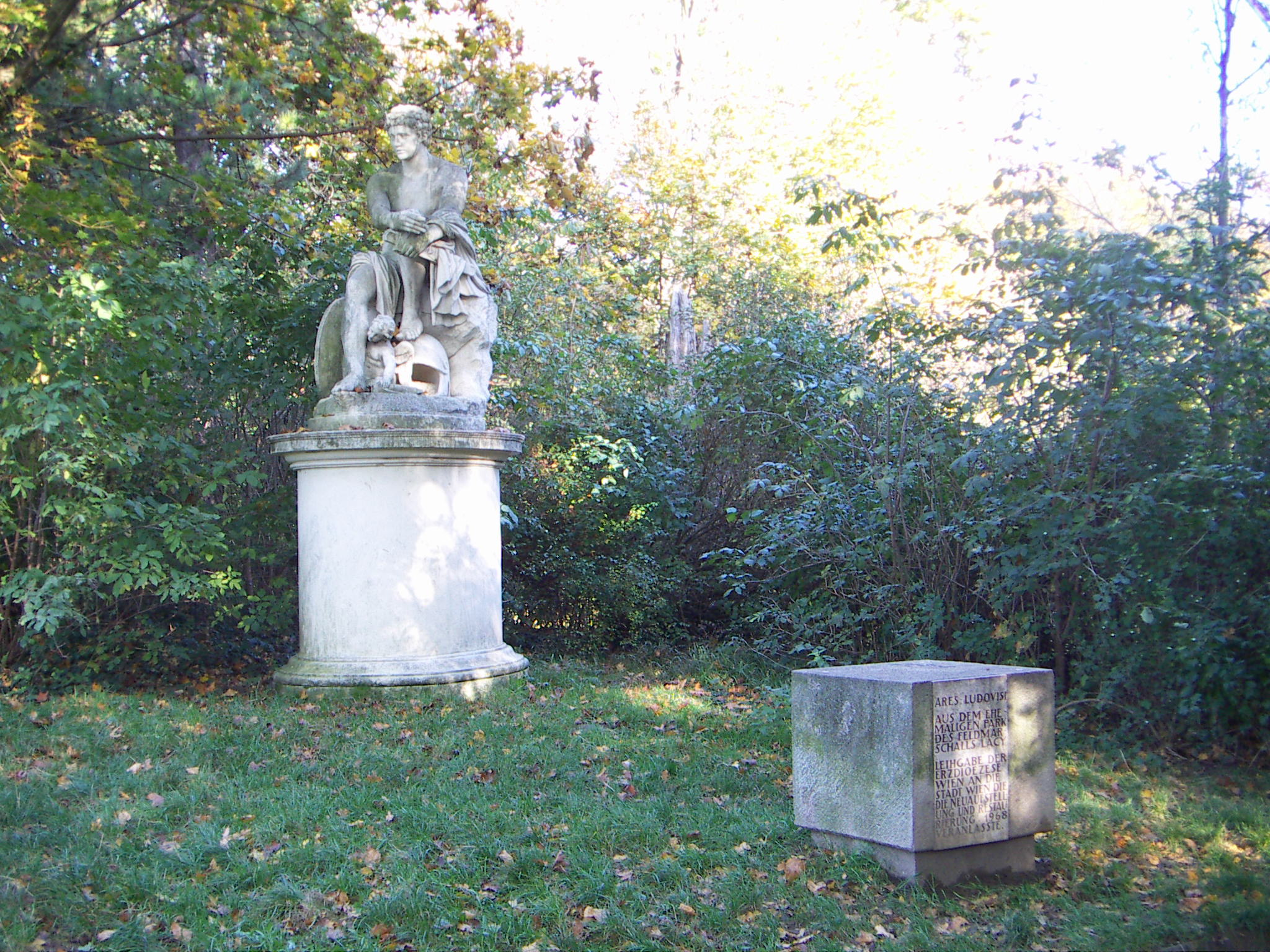
„Ruhender Mars“ auf der Marswiese (Wien)